# Grisuela del Páramo
Grisuela del Páramo är en ort i Spanien.   Den ligger i provinsen Provincia de León och regionen Kastilien och Leon, i den nordvästra delen av landet, 280 km nordväst om huvudstaden Madrid. Grisuela del Páramo ligger 828 meter över havet och antalet invånare är 175.
Terrängen runt Grisuela del Páramo är platt. Runt Grisuela del Páramo är det ganska tätbefolkat, med 100 invånare per kvadratkilometer. Närmaste större samhälle är La Bañeza, 15,6 km sydväst om Grisuela del Páramo. Trakten runt Grisuela del Páramo består till största delen av jordbruksmark.